# Lo Schiavo
Lo Schiavo (en italià, L'esclau) és una òpera seriosa en quatre actes amb música d'Antônio Carlos Gomes i llibret en italià de Rodolfo Paravicini, basat en una obra teatral del vescomte de Taunay. Es va estrenar al Teatro Imperial Dom Pedro II de Rio de Janeiro el 27 de setembre de 1889.
L'òpera tracta el tema de l'esclavitud, una gran preocupació a Brasil en aquella època (la institució només s'havia abolit per la Llei Àuria el 1888). Com explica Béhague, "Lo schiavo és considerat a Brasil com la millor de les òperes de Gomes, ja que reflecteix un tema nacional que requeria, i va obtenir, un nou tractament."